# S/2004 S 31
S/2004 S 31是土星的一颗天然卫星，属于因纽特群。其发现于2019年10月8日由斯科特·谢泼德、大卫·朱伊特和扬·克莱纳通过2004年12月12日至2007年3月22日期间的观测结果宣布。
S/2004 S 31的直径约为4公里，以逆行的方式绕土星公转，平均距离为17.568亿米，公转周期为869.65天，轨道倾角为48.8°，轨道离心率为0.240。